# SG Blau-Gelb Laubsdorf
SG Blau-Gelb Laubsdorf is een Duitse voetbalclub uit Neuhausen/Spree uit de deelstaat Brandenburg. De naam komt voort uit het dorp Laubsdorf dat inmiddels ingelijfd is bij de gemeente Neuhausen/Spree. Het eerste elftal van SG Blau-Gelb Laubsdorf werd in het seizoen 2004/2005 kampioen van de Landesliga Süd en promoveerde zo naar de Verbandsliga. De vereniging had 2 seizoenen nodig om aan het hogere niveau te wennen om daarna 3 jaar in de subtop te spelen. Na een 2e plaats in het seizoen 2010/2011 werd de club het seizoen daarop kampioen van de Verbandsliga Brandenburg en komt daardoor in het seizoen 2012/13 uit in de Oberliga Nordost, het 5e niveau in Duitsland. In het eerste seizoen in de Oberliga degradeerde de club meteen weer naar de Brandenburgliga. Ondanks een vijfde plaats in de Brandenburgliga trok de club zich vrijwillig terug uit de competitie en ging in 2014/15 in de Landesklasse spelen. 

## Recente klasseringen
| Seizoen | Competitie               | Gesp. | W  | G  | V  | Goals | Saldo | Punten | Plaats (van) | Opmerkingen                             |
| ------- | ------------------------ | ----- | -- | -- | -- | ----- | ----- | ------ | ------------ | --------------------------------------- |
| 2004/05 | Landesliga Süd           | 30    | 23 | 4  | 3  | 70:31 | 39    | 73     | 1. (16)      | promotie naar Verbandsliga Brandenburg  |
| 2005/06 | Verbandsliga Brandenburg | 32    | 10 | 10 | 12 | 42:53 | -11   | 40     | 12. (17)     |                                         |
| 2006/07 | Verbandsliga Brandenburg | 30    | 7  | 7  | 16 | 51:72 | -21   | 28     | 13. (16)     |                                         |
| 2007/08 | Verbandsliga Brandenburg | 30    | 13 | 9  | 8  | 57:42 | 15    | 48     | 5. (16)      |                                         |
| 2008/09 | Verbandsliga Brandenburg | 30    | 14 | 6  | 10 | 51:39 | 12    | 48     | 4. (16)      |                                         |
| 2009/10 | Verbandsliga Brandenburg | 30    | 14 | 9  | 7  | 52:29 | 23    | 51     | 4. (16)      |                                         |
| 2010/11 | Verbandsliga Brandenburg | 28    | 15 | 9  | 4  | 71:40 | 31    | 54     | 2. (15)      |                                         |
| 2011/12 | Verbandsliga Brandenburg | 30    | 20 | 4  | 6  | 57:33 | 24    | 64     | 1. (16)      | promotie naar Oberliga Nordost niveau 5 |
| 2012/13 | Oberliga Nordost         | 30    | 3  | 5  | 22 | 22:65 | -43   | 14     | 16. (16)     | degradatie naar Brandenburgliga         |
| 2013/14 | Verbandsliga Brandenburg | 30    | 13 | 9  | 8  | 49:49 | 0     | 48     | 5. (16)      |                                         |